# Rhagium femorale
Rhagium femorale là một loài bọ cánh cứng trong họ Cerambycidae.